# Kasařov
Kasařov je zaniklý hrádek u Prusinovic v okrese Kroměříž. Součástí jeho areálu jsou také pozůstatky zaniklé vesnice Jaroslavsko. Lokalita se nachází na ostrožně nad malým přítokem Kozrálky. Od roku 1973 je chráněna jako kulturní památka. Tvrziště má oválný půdorys. Na přední straně tvrziště se nachází asi jeden metr vysoký val. V jeho středu se nachází soukromý dům.
První písemná zmínka o Kasařovu pochází z roku 1522, kdy je zmiňován již jako pustý.